# Imani Lansiquot
Imani-Lara Lansiquot (* 17. Dezember 1997 in London) ist eine britische Sprinterin, die sich auf den 100-Meter-Lauf spezialisiert hat. Mit der britischen 4-mal-100-Meter-Staffel gewann sie 2021 und 2024 je eine Medaille bei Olympischen Spielen und 2019 sicherte sich bei Weltmeisterschaften zwei Medaillen. 2018 wurde sie Europameisterin in Berlin.

## Sportliche Laufbahn
Erste internationale Erfahrungen sammelte Imani Lansiquot 2014 bei den Juniorenweltmeisterschaften in Eugene, bei denen sie mit der britischen 4-mal-100-Meter-Staffel im Vorlauf das Ziel nicht erreichte. Im Jahr darauf belegte sie bei den Junioreneuropameisterschaften in Eskilstuna in 11,74 s den fünften Platz über 100 Meter und siegte mit der Staffel in 44,18 s. 2016 nahm sie an den U20-Weltmeisterschaften in Bydgoszcz teil und wurde dort in 11,37 s Vierte, wie auch bei den U23-Europameisterschaften im Jahr darauf, die ebenfalls in Bydgoszcz stattfanden und bei denen Lansiquot nach 11,58 s die Ziellinie überquerte. 2018 qualifizierte sie sich erstmals für die Europameisterschaften in Berlin, bei denen sie in 11,14 s den sechsten Platz belegte. Zudem kürte sie sich mit der Staffel in 41,88 m zur Europameisterin. Anschließend wurde sie beim Continental-Cup in Ostrava mit dem europäischen Team Zweite. Bei den Weltmeisterschaften 2019 in Doha gelangte sie bis in das Halbfinale über 100 Meter und schied dort mit 11,35 s aus. Zudem kam sie mit der Staffel im Vorlauf zum Einsatz und trug damit zum Gewinn der Silbermedaille des britischen Teams bei.
2021 gewann sie bei den Olympischen Spielen in Tokio zusammen mit Asha Philip, Dina Asher-Smith und Daryll Neita die Bronzemedaille in 41,88 s hinter den Staffeln aus Jamaika und den Vereinigten Staaten.
2022 schied sie bei den Weltmeisterschaften in Eugene mit 11,24 s in der ersten Runde über 100 Meter aus und belegte mit der Staffel in 42,75 s im Finale den sechsten Platz. Anschließend schied sie bei den Commonwealth Games in Birmingham mit 11,18 s im Halbfinale über 100 Meter aus und gewann mit der englischen Staffel in 42,41 s gemeinsam mit Asha Philip, Bianca Williams und Daryll Neita die Silbermedaille hinter dem Team aus Nigeria. Daraufhin belegte sie bei den Europameisterschaften in München in 11,21 s den fünften Platz über 100 Meter und kam mit der Staffel im Finale nicht ins Ziel. Im Jahr darauf wurde sie bei der Golden Gala Pietro Mennea in 11,16 s Dritte über 100 Meter und im August wurde sie bei den Weltmeisterschaften in Budapest in der ersten Runde wegen eines Fehlstarts disqualifiziert. Zuem gewann sie mit der Staffel in 41,97 s gemeinsam mit Asha Philip, Bianca Williams und Daryll Neita die Bronzemedaille hinter den Teams aus den Vereinigten Staaten und Jamaika. Bei den World Athletics Relays 2024 auf den Bahamas sicherte sie der 4-mal-100-Meter-Staffel einen Startplatz bei den Olympischen Spielen in Paris. Dort schied sie über 100 Meter mit 11,21 s im Halbfinale über 100 Meter aus und gewann mit der Staffel in 41,85 s gemeinsam mit Dina Asher-Smith, Amy Hunt und Daryll Neita die Silbermedaille hinter der US-amerikanischen Mannschaft.
2020 wurde Lansiquot britische Meisterin im 100-Meter-Lauf.

## Persönliche Bestzeiten
- 100 Meter: 10,99 s (0,0 m/s), 4. September 2023 in Bellinzona
  - 60 Meter (Halle): 7,17 s, 1. Februar 2023 in London
- 200 Meter: 22,93 s (+1,4 m/s), 27. Mai 2022 in Posen